# Бескольский сельский округ
Бескольский сельский округ (каз. Бескөл ауылдық округі) — административная единица в составе Кызылжарского района Северо-Казахстанской области Казахстана. Административный центр и единственный населенный пункт — село Бесколь.
Население — 14212 человек (8805 в 2009, 7495 в 1999, 7274 в 1989).
В советские времена в состав сельского округа входили также населенные пункты современного Кызылжарского сельского округа (села Элитное, Подгорное, Ивановка, Карлуга, Приишимка, Трудовая нива, Чапаево).